# Mission Eureka
Mission Eureka è una miniserie televisiva e co-produzione europea in 7 puntate trasmesse per la prima volta nel 1989. È una miniserie drammatica a sfondo fantascientifico incentrata sulle vicende del personale di un'agenzia spaziale.

## Trama
L'agenzia spaziale europea "Eureka", dopo aver lanciato in orbita un satellite denominato "Palladio" andato in avaria, mette in piedi la missione di recupero "Magellano I" che però risulta, poco tempo dopo la partenza, dispersa. I sette episodi seguono le vicende professionali e personali dei responsabili sulla Terra della missione di recupero.

## Personaggi e interpreti
- Swan, interpretato da James Aubrey.
- Giovanna, interpretata da Delia Boccardo.
- Altenburg, interpretato da Peter Bongartz.
- Waldegs, interpretato da Michael Degen.
- Meike, interpretata da Agnes Dünneisen.
- Petrinelli, interpretato da Sergio Fantoni.
- Lefebre, interpretato da Patrick Fierry.
- Marianne Altenburg, interpretata da Elisabeth Rath.

## Produzione
La miniserie fu prodotta da Bavaria Atelier in associazione con il Consorzio Europeo di Produzione (un consorzio di network televisivi europei nato nel 1985 a cui partecipò anche la Rai). Tra gli sceneggiatori: Peter Märthesheimer e Pea Fröhlich.

## Distribuzione
La serie fu trasmessa in prima televisiva nel 1989 in lingua tedesca. In Italia è stata trasmessa su Rai 1 con il titolo Mission Eureka.